# Muduex
Muduex – gmina w Hiszpanii, w prowincji Guadalajara, w Kastylii-La Mancha, o powierzchni 22,23 km². W 2011 roku gmina liczyła 114 mieszkańców.